# ۶۵۸ (خورشیدی)
۶۵۸ ششصد و پنجاه و هشتمین سال هجری خورشیدی است.